# NGC 1824
NGC 1824 је спирална галаксија у сазвежђу Златна риба која се налази на NGC листи објеката дубоког неба.
Деклинација објекта је - 59° 43' 31" а ректасцензија 5h 6m 56,0s. Привидна величина (магнитуда) објекта NGC 1824 износи 12,5 а фотографска магнитуда 13,1. Налази се на удаљености од 14,044 милиона парсека од Сунца. NGC 1824 је још познат и под ознакама ESO 119-36, AM 0506-594, IRAS 05061-5947, PGC 16761.